# Рассвет (Челябинская область)
Рассве́т — посёлок в Нагайбакском районе Челябинской области России. Входит в состав Фершампенуазского сельского поселения.

## История
Населённый пункт основан в 1963 году как посёлок 7-го отделения совхоза «Гумбейский».

## Население
| 2002 | 2010 |
| ---- | ---- |
| 216  | ↘159 |

## Улицы
- ул. Лесная,
- ул. Мира,
- ул. Молодёжная,
- ул. Набережная,
- ул. Производственная.